# Cúchares
Francisco Arjona Herrera dit « Cúchares », né le 20 mai 1818 à Madrid (Espagne), mort à La Havane (Espagne) le 4 décembre 1868, est un torero espagnol.

## Présentation
Bien que né à Madrid, « Cúchares » a été élevé à  Séville. À l'âge de douze ans, il entre à l'École de tauromachie de cette ville, où il reçoit notamment l'enseignement de Pedro Romero.
Après son alternative, commence une rivalité avec « Paquiro », puis avec « El Chiclanero ». Durant une dizaine d'années, il est l'un des matadors favoris du public. Mais à compter du milieu des années 1850, son succès décroît sensiblement, à cause d'une grave blessure au genou.
En 1868, il entreprend un voyage à Cuba, afin d'y participer à diverses corridas. Mais il attrape la fièvre jaune et meurt dans la capitale cubaine[Selon qui ?]. En 1885, ses restes sont transportés en Espagne et reposent aujourd'hui à Séville.
« Cúchares » est considéré comme l'un des plus grands connaisseurs de la tauromachie et du taureau ; durant toute sa carrière, jamais il n'a reçu le moindre coup de corne. Il fut le premier à toréer de manière habituelle en tenant la muleta dans la main droite, ce qui jusqu'à lui n'était considéré que comme un dernier recours. Il était également excellent à l'épée. S'il fut critiqué à son époque, notamment pour toréer habituellement de la main droite, aujourd'hui le toreo est souvent présenté comme étant « l'art de Cúchares ».

## Carrière
- Débuts en public : 26 juillet 1833.
- Débuts à Madrid : 27 avril 1840, devant des taureaux du duc de Veragua et de Manuela de la Dehesa, en tant que banderillero de Juan León y López « Leoncillo ».
- Alternative : 27 avril 1842 à Madrid.[réf. nécessaire]